# エンプレス・オブ・エイジア
|          |                                    |
| 船歴     |                                    |
| 建造所   | フェアフィールド造船（グラスゴー） |
| 起工     |                                    |
| 進水     |                                    |
| 竣工     | 1913年5月                          |
| その後   | 1942年2月5日 沈没                  |
| 主要目   |                                    |
| 総トン数 | 16,909トン（1941年）               |
| 純トン数 | 8,883トン（1941年）                |
| 載貨重量 |                                    |
| 排水量   |                                    |
| 登録長   | 173.8m                             |
| 型幅     | 20.8m                              |
| 登録深   | 12.8m                              |
| 機関     | 蒸気タービン 4基4軸                |
| 出力     | 3,720馬力（NHP）                   |
| 速力     |                                    |
| 乗員     |                                    |
| 乗客     |                                    |
| 同型船   | エンプレス・オブ・ロシア           |
| 備考     |                                    |

エンプレス・オブ・エイジア（RMS Empress of Asia、エンプレス・オブ・アジア）は、1913年竣工のカナダの客船。第二次世界大戦中にイギリスの軍隊輸送船として使用され、1942年に日本軍包囲下のシンガポールへ最後の増援部隊を輸送しようとしたが、空襲により撃沈された。乗船者約1900人のほとんどは救助された。

## 船歴
「エンプレス・オブ・エイジア」は、姉妹船の「エンプレス・オブ・ロシア」とともに、カナダ太平洋汽船（CPL）により太平洋航路向けの高速客船として建造された。CPL社はカナダ太平洋鉄道の海運部門で、1887年以来、カナダ横断鉄道に接続する太平洋横断航路を運航していた。同社は、1891年頃に太平洋航路へ「ホワイト・エンプレス」と讃えられる洗練された白い船体の客船3隻「エンプレス・オブ・チャイナ」「エンプレス・オブ・インディア」「エンプレス・オブ・ジャパン」を次々に投入したことで知られ、本船も同様に「エンプレス」から始まる船名を与えられた。
「エンプレス・オブ・エイジア」の建造は、イギリスのグラスゴーにあるフェアフィールド・シップビルディング・アンド・エンジニアリング・カンパニーの造船所で行われ、1913年5月に竣工した。1941年時点の要目は、総トン数16,909トン、長さが570フィート1インチ（128.9m）、幅が68フィート2インチ（20.8m）、深さが42フィート（12.8m）である。動力は蒸気タービン機関4基を搭載し、4基のスクリューで推進した。船体の特徴として、船尾形状が当時の商船に一般的なカウンタースターンではなく、クルーザースターンを採用していた。
竣工した「エンプレス・オブ・エイジア」は、姉妹船「エンプレス・オブ・ロシア」とともに、CPL社の下でカナダのバンクーバーと香港など極東を結ぶ航路に投入された。1914年5月には、サミュエル・ロビンソン船長の下で、太平洋横断の世界最速記録9日間・2時間・15分と、1日間の航行距離最大記録473海里（約876km、速度にして約19.7ノット）を達成した。

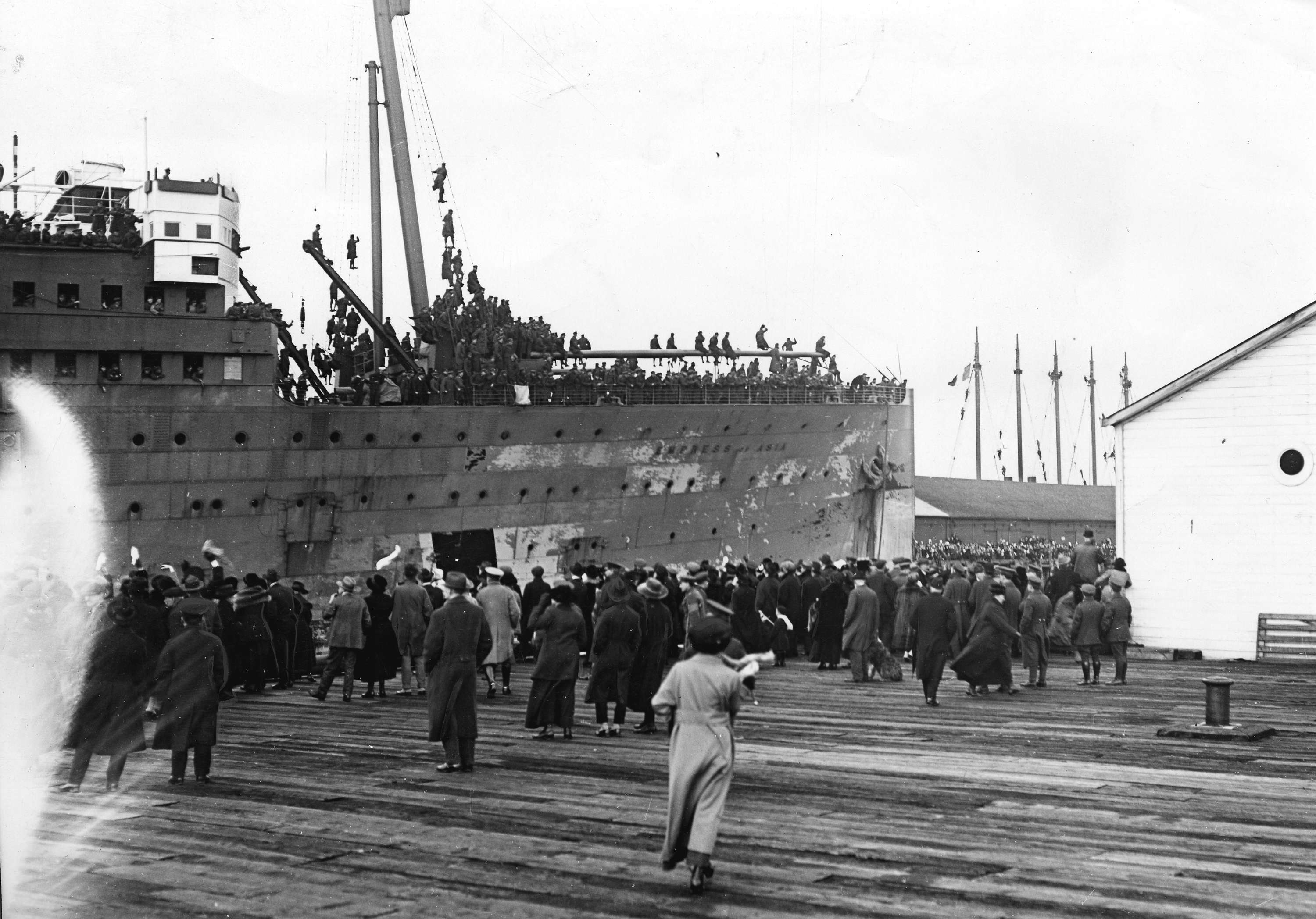
「エンプレス・オブ・エイジア」でバンクーバーに帰還したカナダ海外派遣軍のシーフォースハイランダー・オブ・カナダ連隊第72大隊の将兵。

1914年8月に第一次世界大戦が始まると、「エンプレス・オブ・エイジア」と「エンプレス・オブ・ロシア」はただちにイギリス海軍に徴用され、仮装巡洋艦に改装された。両船は、イギリス海軍や日本海軍、ロシア海軍の正規巡洋艦とともにインド洋で、ドイツ海軍の巡洋艦「エムデン」追撃戦に参加した。停戦成立後には、故郷へ帰還するカナダ海外派遣軍の将兵を輸送した。
「エンプレス・オブ・エイジア」は第一次世界大戦を生き延び、姉妹船「エンプレス・オブ・ロシア」とともに太平洋航路に復帰した。なお、1922年、CPL社は同航路に、一回り大型の新造客船「エンプレス・オブ・カナダ」も投入している。第一次世界大戦を契機に経済発展した極東は、西欧人からの関心が高まっており、太平洋航路は大西洋航路及びインド洋航路と並ぶ世界一周ルートの一部として、新鋭客船が次々と就航するようになっていた。
第二次世界大戦において、「エンプレス・オブ・エイジア」はイギリス海軍によって再び徴用され、軍隊輸送船として使用されることになった。しかし、後述のとおり、1942年2月5日、護送船団に加入してシンガポールへ到着寸前、日本軍の空襲により撃沈された。

## 沈没時の状況

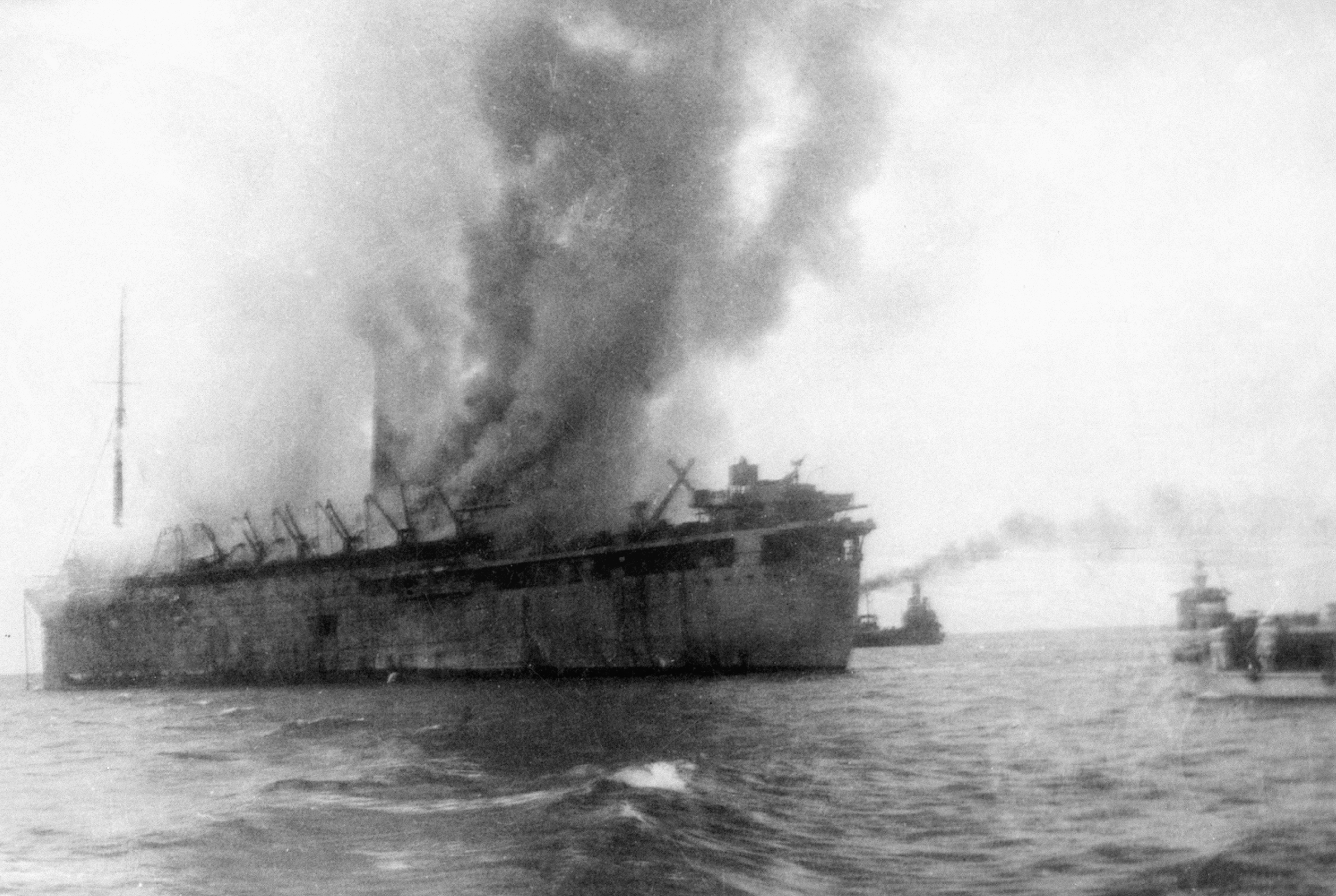
被爆炎上中の「エンプレス・オブ・エイジア」。

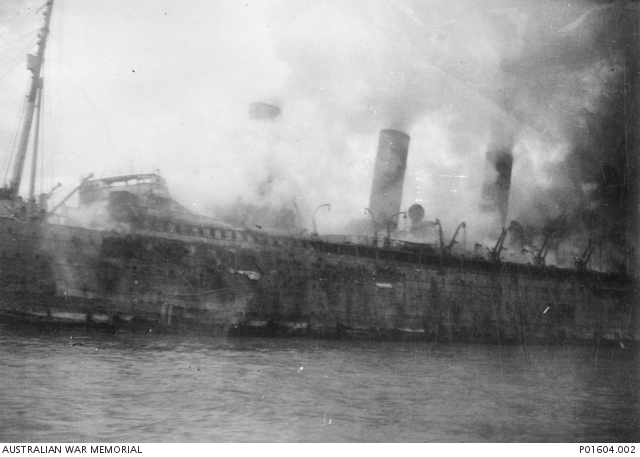
側面から見た火災の状況。

1941年12月に太平洋戦争が始まってイギリスと日本が交戦状態に入ると、イギリスは、極東における拠点であるシンガポールを防衛するため、マレー半島に増援部隊を派遣することになった。最初の増援部隊を乗せた船団は、1942年1月3日にシンガポールへ入港した。その後も1月中に複数の船団の派遣が続いた。「エンプレス・オブ・エイジア」も、シンガポールに増援部隊を運ぶBM.12船団に参加することになった。船団に参加する輸送船は全部で5隻で、どの船も第18歩兵師団の後詰部隊やインド兵部隊若干など、兵員や武器弾薬、車両その他の装備品を満載していた。船団名の「BM」は、インドのボンベイ（現在のムンバイ）からイギリス領マラヤ方面に向かうイギリスの軍用輸送船団を意味する。
1月下旬、ABDA司令部司令官のアーチボルド・ウェーヴェル大将は、イギリス本国政府にシンガポールの長期防衛は困難と報告した。これを受けたウィンストン・チャーチル首相は、シンガポールの防衛をあきらめて増援部隊を乗せた護送船団をビルマ戦線に転針させることを検討し、オーストラリア政府は反対してオランダ領東インドに部隊を転用するよう要請したが、結局のところ、BM.12船団を含む各船団はシンガポールへの航行を続けた。
2月3日、BM.12船団は、ジャワ島バタヴィア行きのDM.2船団（輸送船4隻）とともに、イギリス海軍（オーストラリア海軍・インド海軍を含む）の重巡洋艦「エクセター」、軽巡洋艦「ダナエー」、駆逐艦2隻、スループ2隻、オランダ海軍の軽巡「ジャワ」に護衛され、スンダ海峡を通過した。スンダ海峡通過後、BM.12船団はDM.2船団と別れ、軽巡「ダナエー」、オーストラリア海軍スループ「ヤラ」およびインド海軍ビターン級スループ「サトレジ」の護衛の下で、シンガポールへ向かった。翌2月4日、BM.12船団は、バンカ島とスマトラ島の間のバンカ海峡で日本軍機による爆撃を受けたが、至近弾で軽い損害が出ただけであった。護衛の「ヤラ」の艦長は、この時点では日本軍機の攻撃がドイツ空軍はもとよりイタリア空軍にも及ばないと感じていた。日本側記録によると、2月4日に元山海軍航空隊の一式陸上攻撃機9機と美幌海軍航空隊の同6機がバンカ海峡方面の索敵攻撃を行い、2万トン級商船2隻・船団護衛艦1隻の撃沈を報告している
2月5日午前、BM.12船団は2群に分かれてシンガポールへの入港を図った。太平洋戦争開戦以来、シンガポールは日本軍による空襲にさらされていたため、船団は空襲の危険がない夜間航行を基本としており、日中のうちに入港しようとするのは初めてだった。「エンプレス・オブ・エイジア」は客船「シティ・オブ・カンタベリー」及び「フェリックス・ルーセル（fr）」とともに第2群となり、軽巡「ダナエー」及びスループ「ヤラ」に護衛されて航行したが、現地時間午前11時過ぎにスルタン・ショール灯台の南方で日本軍機による降下爆撃と機銃掃射を受けた。「エンプレス・オブ・エイジア」と「フェリックス・ルーセル」は命中弾を受けて火災が起き、後者は消火に成功したが、「エンプレス・オブ・エイジア」は船体中央が激しく炎上して船体前後の通行ができない状態に陥った。「エンプレス・オブ・エイジア」は停船して、乗船者の避難を開始した。「ヤラ」が船尾に接舷して1334人を収容したほか、海上に脱出した470人を救助した。港内から救助に駆けつけたバサースト級掃海艇「ベンディゴ」と「ウロンゴン」もそれぞれ78人と2人を収容した。「エンプレス・オブ・エイジア」は何時間も燃え続けた後に沈没した。日本側記録によると、2月5日、日本陸軍の第3飛行集団第3飛行団の一部がシンガポール南方海上の敵艦船を攻撃し、1万トン級艦船1隻撃沈・6000トン級艦船1隻炎上航行不能・3000トン級艦船3隻に命中弾を与えたと報じている。
「エンプレス・オブ・エイジア」は乗船者のほとんどが救助され、人的損害こそ軽微だったが、第125対戦車連隊の火砲など搭載された軍需物資はほぼ全て失われてしまった。これはイギリス軍にとって大きな打撃であった。BM.12船団を最後に、シンガポールへの増援部隊派遣は終了となった。「エンプレス・オブ・エイジア」は、英領マラヤへの増援部隊を運んだ輸送船の中で、唯一の空襲による喪失船であった。